# 吳徵鎰
吳徵鎰（1916年6月13日—2013年6月20日），號白兼，別名白堅，原籍安徽歙县，寄籍江苏仪征，生于江西九江，中国植物学家，中国科学院昆明植物研究所研究员、名誉所长。吳徵鎰1955年选聘为中国科学院院士（学部委员），2008年获中国国家最高科学技术奖。

## 生平

### 學習期間
1916年6月13日生。祖父吳筠孙是清朝光绪甲午年（1895年）恩科传胪，父亲吳启贤任过北洋政府农商部主事和江苏省议员。童年时家道中落，8岁先入家塾，13岁考入江都县中，15岁考入江苏省立扬州中学，此時吳徵鎰从父亲书房中得到吳其濬的《植物名实图考》和日本牧野富太郎的《日本植物图鉴》發現了植物的興趣，在17岁決定考入清华大学理学院的生物系。
1933-1937年，弱冠之年的吳徵鎰步入清华大学，受的是“通才教育”，得名师朱自清、叶公超、陈桢、萨本栋、高崇熙等教授，转入专修植物学后，又得李继侗、吳韫珍二师指导，基础和学业大有所进。但时局不稳，仅靠五哥吳征铠半薪资助和奖学金才得以完成大学学业。
抗战伊始，吳徵鎰在西南联大。日机轰炸不断，西南联大部分机构迁往大普吉，吳徵鎰听过戴芳澜的真菌课，参加过汤佩松、殷宏章的植物生理“沙龙”活动。在李继侗老师带领下，赴滇西考察，写下《瑞丽地区植被的初步研究（附植物采集名录）》，这是他的第一篇论文。1940-1942年进入西南联合大学理科研究所攻读研究生，三年助教期满渺无踪影报考北京大学研究生，师从张景钺，从事杜鹃花研究。

### 學術工作
1949年12月奉调新成立的中国科学院。1950年，为静生生物调查所和科学社生物研究所的整理、合并和新建工作需要，成立静生生物调查所整理委员会，钱崇澍任主任，吳徵鎰任副主任。2月，成立中国科学院植物分类研究所，吳徵鎰任副所长、研究员。
新中国之初，百废待举，建院工作繁忙。1950年1-5月间，吳徵鎰随竺可桢副院长赴沈阳、长春、哈尔滨等地调查留下的科研，为筹建东北地区各研究所布局探路；与张玺一道赴青岛考察海洋生物及水生生物科研情况。在各研究所情况的基础上，整顿、合并、新建一批生物学口的研究所以及北京植物园、南京植物园选址等。
1955年选聘为中国科学院学部委员（中国科学院院士），1958年任中国科学院昆明植物研究所所长。
1966年，文革初期吳徵鎰受到冲击，科研停滞，但他坚信科学是有用的，知识不能丢。在全国性的中草药运动中，他虽然处于劳改之中，每天烧锅炉时，查看各地中草药手册，订正中草药植物名称，做了四大本笔记，后来《新华本草纲要》（三卷）基於此而生，該書1993年获中国科学院自然科学二等奖。
1979年萬物回歸正常，当选为中国科学院主席团成员，兼任中国科学院昆明分院院长，历任云南省科委副主任，云南省科协主席。

### 學術成果
1986年在俞德浚院士故逝后，吳徵鎰接任《中国植物志》主编，从1980年代中至1990年代，吳徵鎰有机会对国内外植物区系进行考察，也到台灣研究。在1980年代以后，吳徵鎰先后被选为美国植物学会外籍终身会员，瑞典皇家植物地理学会名誉会员，世界自然保护联盟(IUCN)理事，以及前苏联植物学会通讯会员。与各国植物学家的交往有新的发展，先后完成了《中国被子植物科属综论》、《中国植物志（总论）》、《种子植物分布区类型及其起源与演化》、《中国种子植物区系地理》四本专著。他先后获国家级一、二等奖7项（其中国家自然科学一等奖2项，国家发明一等奖1项），院省级一、二等奖8项。1995年获何梁何利基金会“科学与技术进步奖”，1996年获求是基金会“杰出科技成就团体奖”，1999年荣获日本花卉绿地博览会纪念协会“考斯莫斯国际奖”，2001年荣获云南省科学技术突出贡献奖，2003年荣获何梁何利基金会“科学与技术成就奖”，2007年获国家最高科学技术奖。

### 逝世
2013年6月20日于云南昆明病逝，享年97岁。

## 奖项和荣誉
1999年获日本花卉绿地博鉴会纪仿协会考斯莫斯国际奖，2008年1月8日，获2007年度国家最高科学技术奖。
1980年至今任美国植物学会终身外籍会员，瑞典植物地理学会名誉会员，前苏联植物学会通迅会员，1997年当选世界自然保护协会ISCN理事。

## 家族
出身于扬州吴氏家族，扬州老宅现已辟为吴道台宅第。祖父吴筠孙，光绪甲午年进士，曾任清朝山东登州知府、直隶永定河道、天津兵备道兼督理钞关等职。辛亥革命后任赣北观察使、浔阳道尹。吳徵鎰即生于浔阳道尹府。
父亲吴启贤（佑人），母亲刘钟璇。五个兄弟中，有三位为院士（吳徵鎧、吳徵鎰本人和寄生虫学家吳徵鑑），一位为文史学者、戏曲学家吴白匋（徵鑄），以及资深工程师吳徵瑩。

## 学术成就
吳徵鎰从事植物学研究和教学七十年，对中国植物分类学、植物系统学、植物区系地理学、植物多样性保护以及植物资源研究贡献良多。他参与发表的植物新分类群达1766个，还提出了“被子植物八纲系统”的分类法。

## 著作
吳徵鎰生前的专著多达20余部，发表论文超过140篇，其中SCI收录75篇（部）；包括：
- 《中国植物志》（第4任主编，1987-2004年）
- 《Flora of China》（《中国植物志》英文修订版）
- 《云南植物志》
- 《西藏植物志》
- 《中国植被》
- 《中华大典·生物学典》（主编），云南教育出版社，2017年，ISBN 9787559901705（2019年底获“中华优秀出版物奖图书奖”[6]）

## 以吳徵鎰名字命名的植物和小行星
- 徵鎰冬青
- 徵鎰衛矛
- 白兼果屬（英语：Sinobaijiania）與南洋白兼果屬（英语：Baijiania）
- 徵鎰麻，荨麻科的一种，2011年在神龙架林区发现，2013年在植物分类学杂志《Taxon》上发表。
- 吳徵鎰星：2011年12月10日，国际小行星中心发布第77508号公报，将第175718号小行星永久命名为“吳徵鎰星”。